# St. Mauritius (Edesheim)

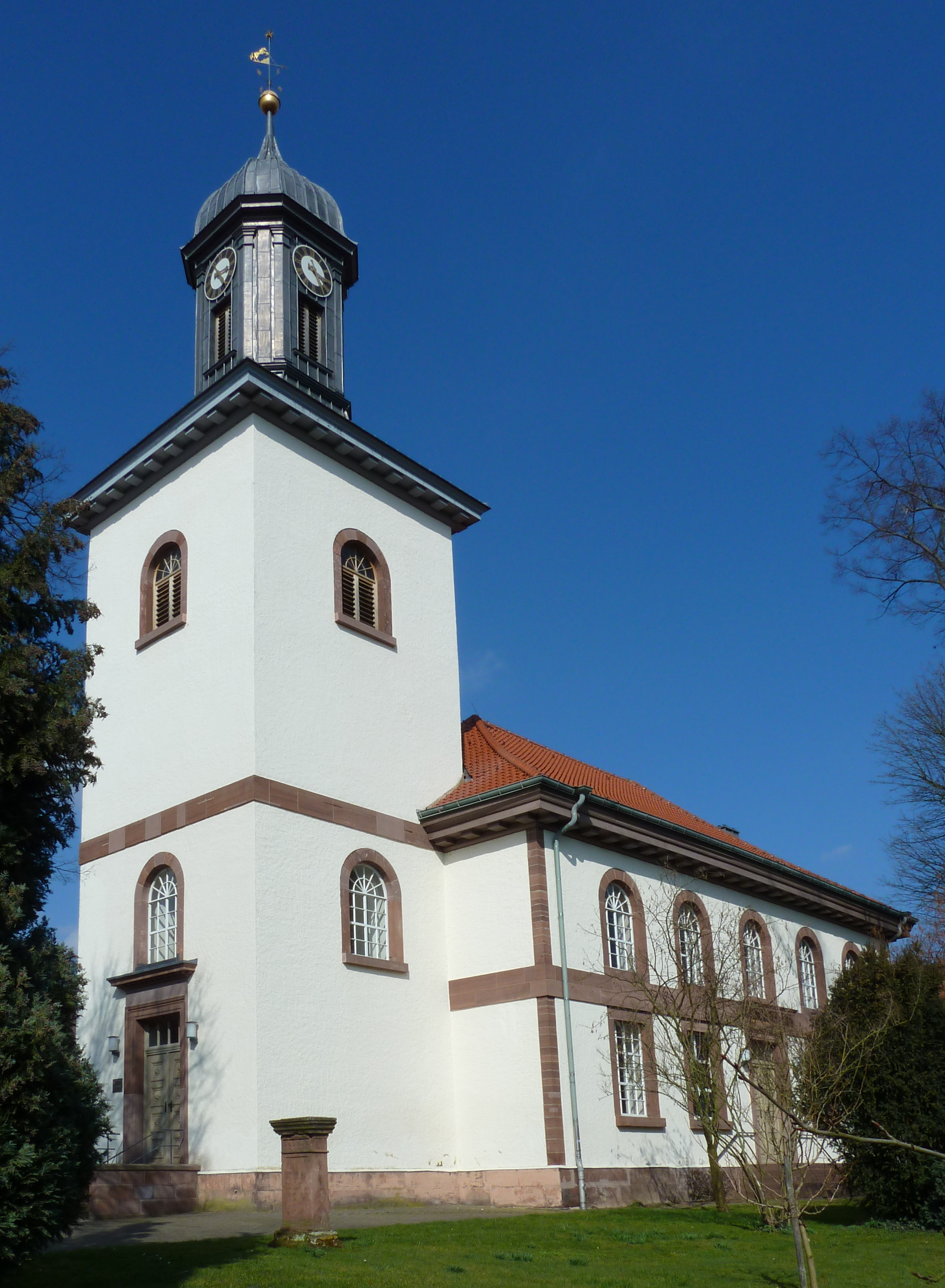
St. Mauritius

Die evangelisch-lutherische, denkmalgeschützte Kirche St. Mauritius steht in Edesheim, einem Ortsteil der Kreisstadt Northeim des Landkreises Northeim in Niedersachsen. Die Kirchengemeinde gehört zum Kirchenkreis Leine-Solling im Sprengel Hildesheim-Göttingen der Evangelisch-lutherischen Landeskirche Hannovers.

## Beschreibung
Die klassizistische, verputzte, annähernd geostete Saalkirche wurde am 19. Dezember 1824 eingeweiht. Das Obergeschoss des quadratischen, eingezogenen Kirchturms im Westen hat Klangarkaden, hinter denen sich der Glockenstuhl verbirgt, in dem drei Kirchenglocken hängen, die 1966 die Glockengießerei Bachert hergestellt hat. Bedeckt ist der Turm mit dem Stumpf eines Pyramidendaches, auf dem eine Laterne mit der Turmuhr und ihren zwei Schlagglocken sitzt, die 1949 J. F. Weule hergestellt hat. Bekrönt wird die Laterne mit einer glockenförmigen Haube. Das mit einem niedrigen Walmdach bedeckte Kirchenschiff hat an den Längsseiten je fünf Bogenfenster, die durch ein umlaufendes Gesims aus rotem Buntsandstein zweigeteilt sind. Die Laibungen der Fenster und Portale sind ebenfalls aus rotem Buntsandstein.
Der Innenraum hat umlaufende Emporen. Seine Decke reicht weit in den Dachstuhl hinein. Zur Kirchenausstattung gehört ein Kanzelaltar mit korinthischen Säulen und einem Gebälk als Baldachin. Die erste Orgel wurde 1833 durch Eduard Meyer gebaut. 1860 wurde sie durch Carl Giesecke instand gesetzt. Die heutige Orgel mit 22 Registern, verteilt auf zwei Manuale und Pedal, wurde 1912 von P. Furtwängler & Hammer gebaut und letztmals 2004 von Werner Bosch Orgelbau restauriert.